# Hypostomus latirostris
Hypostomus latirostris és una espècie de peix de la família dels loricàrids i de l'ordre dels siluriformes. Va ser descrit per l'ictiòleg britànic Charles Tate Regan el 1904.

## Morfologia
Els adults poden assolir els 26 cm de longitud total.

## Distribució geogràfica
Es troba a Sud-amèrica: conca del riu Paraguai.